# マキシム・ヴェンゲーロフ
マクシム・アレクサンドロヴィチ・ヴェンゲーロフ（ロシア語: Максим Александрович Венгеров, ラテン文字転写: Maxim Aleksandrovich Vengerov、1974年8月20日 - ）は、シベリアのノヴォシビルスク出身のロシアのヴァイオリニスト、指揮者。ユダヤ系で、イスラエル在住。

## 経歴
5歳からガリーナ・トゥルチャニノーヴァに師事した。その後伝説的なヴァイオリン教師ザハール・ブロンに師事し、わずか10歳でポーランドのリピンスキ・ヴィエニヤフスキ国際コンクールジュニア部門で優勝。その後、モスクワやレニングラード（現サンクトペテルブルク）で凱旋コンサートを行い、間もなくロイヤル・コンセルトヘボウ管弦楽団や、BBCフィルハーモニック、ソビエト国立交響楽団と共演した。
1995年に、プロコフィエフとショスタコーヴィチのヴァイオリン協奏曲のCDにより、グラモフォン賞の年間最優秀賞と、協奏曲部門最優秀賞に輝き、グラミー賞にもノミネートされた。1997年にはアメリカ合衆国各地で華々しい演奏活動に取り組む。現在はロンドンで王立音楽アカデミーの客員教授を務めている。
使用楽器は1727年製のストラディヴァリウス「クロイツェル」。クリスティーズの競売にかけられたところをチェスキーナ・永江洋子（ヴァレリー・ゲルギエフの支援者としても知られる）の援助を受け、購入する。
華麗な技巧と豊かな表現性のヴァイオリン演奏は人気を博したが、2008年から指揮の勉学に専念するため演奏活動の休止を宣言した。2011年から再びヴァイオリンの演奏活動を開始し、2012年2月にはロンドンの王立音楽アカデミー、2020年にはザルツブルク・モーツァルテウム大学の教授に就任した。

## ディスコグラフィ
- Maxim Vengerov. Biddulph. (1989). OCLC 872490583 w/ イリーナ・ ヴィノグラドヴァ（ピアノ）
- Beethoven: Sonata No. 9 "Kreutzer"; Brahms: Sonata No. 2. Teldec. (1992). OCLC 658471286 w/ アレクサンドル・マルコヴィチ（ピアノ）
- Paganini: Violin Concerto No. 1; Waxman: Carmen Fantasy; Saint-Saëns: Havanaise; Introduction & Rondo Capriccioso. Teldec. (1992). OCLC 65889268 w/ ズービン・メータ指揮イスラエル・フィルハーモニー管弦楽団
- Mozart, Beethoven, Mendelssohn : Violin Sonatas. Teldec. (1992). OCLC 37456351 w/ アレクサンドル・マルコヴィチ（ピアノ）,イタマール・ゴラン（ピアノ）
- Virtuoso Vengerov. Teldec. (1993). OCLC 658471286 w/ イタマール・ゴラン（ピアノ）
- Bruch, Mendelssohn: Violin Concertos. Teldec. (1994). OCLC 30599574 w/ クルト・マズア指揮ライプツィヒ・ゲヴァントハウス管弦楽団
- Prokofiev&Shostakovich: Violin Concertos No.1. Teldec. (1994). OCLC 32183806 w/ ムスティスラフ・ロストロポーヴィチ指揮ロンドン交響楽団
- 超絶のヴァイオリン・リサイタル. キャニオン・クラシックス. (1994). OCLC 38138434 w/ イリーナ・ ヴィノグラドヴァ（ピアノ）
- Tchaikovsky, Glazunov: Violin Concertos. Teldec. (1995). OCLC 249423132 w/ クラウディオ・アバド指揮ベルリン・フィルハーモニー管弦楽団
- Sibelius, Nielsen: Violin Concertos. Teldec. (1996). OCLC 36243356 w/ ダニエル・バレンボイム指揮シカゴ交響楽団
- Brahms: Violin Concerto; Violin Sonata No.3. Teldec. (1999). OCLC 41032565 w/ ダニエル・バレンボイム指揮シカゴ交響楽団, ダニエル・バレンボイム（ピアノ）
- Khrennikov: Violin Concertos, Piano Concertos. Relief. (1999). OCLC 64035407
- Dvorák: Violin Concerto, Op. 53; Elgar: Sonata for Violin and Piano, Op. 82. Teldec. (2000). OCLC 52839113 w/ クルト・マズア指揮ニューヨーク・フィルハーモニック, レヴィタル・ハハモフ（ピアノ）
- Tchaikovsky: Sérénade mélancolique Op26; Stravinsky: Violin Concerto in D. EMI. (2001). OCLC 224665569 w/ ムスティスラフ・ロストロポーヴィチ指揮ロンドン交響楽団
- Maxim Vengerov Plays Bach, Shchedrin, Ysaÿe. EMI. (2002). OCLC 876899641
- Maxim Vengerov Plays Lalo, Saint-Saëns, Ravel. EMI. (2003). OCLC 53817807 w/ アントニオ・パッパーノ指揮フィルハーモニア管弦楽団
- Britten: Violin Concerto; Walton: Viola Concerto. EMI. (2003). OCLC 611000640 w/ ムスティスラフ・ロストロポーヴィチ指揮ロンドン交響楽団
- Vengerov : Kreisler, Sarasate, Paganini, Wieniawski. EMI. (2004). OCLC 717213551 w/ イアン・ブラウン（ピアノ）
- Beethoven: Violin Concerto; Romances 1 & 2. EMI. (2005). OCLC 873147622 w/ ムスティスラフ・ロストロポーヴィチ指揮ロンドン交響楽団
- Mozart: Violin Concertos Nos. 2 & 4; Sinfonia concertante. EMI. (2007). OCLC 873147622 w/ UBSヴェルビエ音楽祭室内管弦楽団, ローレンス・パワー(ヴィオラ)
- Bach & Beethoven. Wigmore Hall Live. (2013). OCLC 861282061 w/ イタマール・ゴラン（ピアノ）